# Canal 3XL
El Canal 3XL va ser un canal de Televisió de Catalunya. Es tractava d'un canal públic adreçat principalment al sector juvenil (16-25 anys). Va començar el seu funcionament el 19 de setembre del 2010 en substitució del canal 300 i va deixar d'emetre l'1 d'octubre del 2012 arran de la reorganització dels canals de Televisió de Catalunya.
El canal es va basar en els anteriors programes 3XL.net i 3XL.cat, tal com es va fer amb el Club Super3 quan es va crear el Canal Super3. El programa 3XL.net es va emetre per primer cop el 15 de maig de 2000.
El Canal 3XL va compartir freqüència amb el Canal Super3, i emetia cada dia de 21:30 del vespre fins a les 6 del matí amb continguts com sèries, tant d'animació com d'imatge real de gèneres diversos, i espais de producció pròpia sobre temes d'interès juvenil.
L'any 2023, va ser succeït espiritualment per una marca anomenada EVA, que engloba contingut exclusiu pensat per a les xarxes socials i programació juvenil prèviament emesa per la CCMA, que es pot trobar en una secció de la plataforma 3Cat.

## Història

### 3XL.net (2000 – 2007)
El 3XL va néixer el dilluns 15 de maig del 2000 amb el nom de 3xl.net com un programa i també com a lloc web que pretenia convertir-se en referència per al públic jove, objectiu que va assolir. Ben de pressa va reeixir degut a les sèries que emetia, començant al principi amb sèries com Bola de Drac, Utena, i Quedes detingut. Quan existia el canal K3 s'emetia els migdies i els vespres. Els seus continguts eren sèries juvenils (amb especial atenció a l'animació japonesa) i reportatges d'actualitat per a gent jove. Entre les sèries destacades hi havia One Piece, el Detectiu Conan, Shin-Chan i Inuyasha.
Durant una molt breu temporada, hi va haver una versió de l'espai anomenat 3xl.nit, que era el programa emès a la matinada de dilluns on feien Evangelion. El mes de juny de l'any 2004 va renovar la imatge gràfica al mateix que va renovar completament el web tot estructurant-lo en mòduls.

### 3XL.cat (2007 – 2010)
A l'abril del 2007, canvia el domini .net per .cat establint-se així com a 3xl.cat. El format i la presentació també varia i el logotip canvia. Canvia d'imatge, a més de renovar totalment la pàgina web, que oferia més espais de comunicació (possibilitat de crear pàgines personals i blogs, a més del manteniment dels fòrums).
La novetat més important pel que fa al programa televisiu és l'estrena de la secció Codi 3XL, de 10 minuts de durada, en què els joves explicaven allò que feien, el que pensaven i el que sentien. En la vessant web s'amplia el contingut ofert al programa televisiu i en destaquen la creació de jocs com el de "Shin-Chan" o el joc multijugador en línia Espai8. La pàgina tenia més de 600.000 registres d'usuaris i se situava entre les webs més vistes escrites en català. Des d'aquell moment, els reportatges que feien entre sèrie i sèrie, van començar a minvar.
Fins aquest període, moltes de les sèries d'èxit que s'havien emès van ser: Bobobo, Bola de Drac, Cowboy Bebop, Detectiu Conan, Doctor Slump, Edgemont, El príncep de Bel Air, Evangelion, Fruits Basket, Karekano, Kimagure Orange Road, Kochikame, Inuyasha, Love Hina, Maison Ikkoku, Monster, Musculman, One Piece, Orphen, el bruixot, Shin Chan, Slam Dunk, Utena, Yu Yu Hakusho, d'entre moltes altres.
La majoria de sèries d'èxit que formaven part del 3XL, van passar a formar part del Canal Super3 el 18 d'octubre del 2009, com el Detectiu Conan o One Piece. A partir d'aquell moment, el 3XL.cat es va reprogramar al canal 300 a les 21:00h. Mesos més tard, i degut a l'ampliació horària del Canal Super3, es va retardar 30 minuts, començant a les 21:30 amb l'emissió de Plats Bruts. Amb l'aparició del Canal Super3, la presència del 3xl.cat era de molt curta durada (entre 25 i 50 minuts segons la programació i la temporada).

### Canal 3XL (2010 - 2012)
Amb el temps van començar a sorgir rumors sobre el rellançament del 3XL. Això va ser degut al descontentament de moltes persones, segons es va dir des de TV3.
Després d'una rumorologia que va durar un cert temps, Televisió de Catalunya va confirmar el dia 14 de maig de 2010 (curiosament 10 anys després de l'inici del 3xl.net) els rumors: s'estava preparant un 3XL amb canal propi que començaria les emissions el 19 de setembre del mateix any.
Va substituir el Canal 300 i emet entre les 21:30 i les 6:00 de la matinada. Entre altres novetats, el web va fer-se completament nou, està dedicat a un públic d'entre 16 i 25 anys i, entre altres coses, es fa un ús important de les plataformes de comunicació com són el telèfon mòbil i Internet en el que és, segons Televisió de Catalunya, "un projecte 100% multiplataforma". El 19 de setembre de 2010 va començar a emetre's amb la nova programació.
També li van donar molta importància a "la Rebel·lió", una comunitat virtual que funciona com una xarxa social. La "Rebel·lió", té una història que es desenvolupa majoritàriament a la televisió, però perquè la història avanci, es pot fer tant a través d'internet, de televisió o al món real a mesura que se superen dificultats presentades.
L'1 de novembre de 2010 i va haver un petit canvi en la programació en què es van afegir sèries com One Piece, Neon Genesis Evangelion i Comedy Inc..
L'any 2011 es van incorporar sèries com ara Misfits, Plats Bruts, Chuck, Torchwood, Shin Chan, Els informàtics, Sherlock, Little Britain, Yu Yu Hakusho, Breaking Bad, Freedom, Galactica, estrella de combat, Skins i l'esperada Bola de Drac entre moltes altres.
A més a més, el 27 de juny de 2011 es va anunciar el retorn de Bola de Drac a TVC, a través del Canal 3XL. S'anuncià també que s'havien adquirit les quatre sèries existents, siguent aquestes Bola de Drac, Bola de Drac Z, Bola de Drac GT i Bola de Drac Kai. Aquest fet va comunicar-se per part de TVC després d'anys que desaparegués la sèrie de TV3 l'any 2001 de la graella catalana. Aquesta sèrie havia estat molt demanada pel públic català. Finalment, doncs, va arribar el mes de setembre començant primer per Bola de Drac Z Kai.
L'1 d'octubre de 2012, durant la crisi econòmica global, la Corporació Catalana de Mitjans Audiovisuals va tancar el canal 3XL dins d'un procés de remodelació l'oferta de canals de ràdio i televisió d'aquest organisme.

### Especulacions sobre el retorn del 3XL i llançament d'EVA i X3
Després de diverses campanyes a les xarxes socials, perfils dedicats al retorn del 3XL i peticions a plataformes com Change.org, el director de TV3, Vicent Sanchis, va anunciar que tornaria el canal juvenil de la televisió pública catalana a tot trigar el 2021, en un principi, sota el nom Súper 3 Z. En una entrevista l'abril del 2021, Sanchis va revelar que el projecte estava aparcat al·legant manca de pressupost.
Vicent Sanchis va plegar del càrrec l'abril del 2022. El seu successor, Sigfrid Gras, no considera necessari el retorn d'un canal juvenil com a tal, però sí crear continguts pensats per a atraure aquest públic.
L'estiu de 2023, va estrenar-se una marca anomenada EVA, que engloba programes pensats per a la seva difusió per xarxes socials i destinats al públic juvenil, principalment podcasts, encara que també consta com a secció dedicada a la plataforma 3Cat on hi apareixen destacats també programes i sèries en emissió o prèviament emesos pels canals de la CCMA que puguin ser d'interès per a aquesta audiència. Dos dels animes que en un primer moment es van anunciar com a novetat per al canal SX3, Steins;Gate i la seva seqüela Steins;Gate 0, van aparèixer repenjats a 3Cat poc després com a contingut d'EVA, i no com a sèries de l'X3, tot i que se seguiren emetent periòdicament pel canal SX3 exclusiu en línia.

## Programació
La programació del 3XL va consistir en sèries i de programes destinats, principalment, a una audiència jove. Hi havia lloc per sèries angleses (Doctor Who, Els informàtics, Misfits, Skins o The Inbetweeners), sèries americanes (Breaking Bad, Chuck, Diaris de Vampirs o Galactica, estrella de combat), sèries anime (Bola de Drac, Bleach, Death Note, Evangelion, One Piece o Shin Chan) i d'altres sèries internacionals (Berlín, Berlín, Turc per principiants).
A més a més, també aposta per sèries i programes de Televisió de Catalunya (Alguna pregunta més?, Crackòvia, Plats Bruts, L'un per l'altre o Jokebox).
També hi havia lloc per a pel·lícules. Aquestes poden o no formar un cicle dedicat a algun esdeveniment d'interès pels joves com ara el festival de Sitges o el Saló del Manga de Barcelona.

## Programació emesa
Entre parèntesis l'any d'emissió o estrena al 3XL

### Producció de Televisió de Catalunya
- Alguna pregunta més?, humor (2010).
- Arròs covat, animació (2011).
- Benvinguts a Patatamón!, humor (2011).
- Blog Europa, docureportatge (2011).
- Crackòvia, paròdia esportiva (2010).
- Dotze+1, programa de debat (2010).
- Jet Lag, comèdia (2012).
- Jokebox, animació (2011).
- Lo Cartanyà, humor (2011).
- L'un per l'altre, comèdia (2011).
- Més dinamita, humor (2011).
- Plats Bruts, comèdia (2011).
- Polònia, paròdia política (2012).
- Porca misèria, drama (2011).
- Trilita, humor (2011).
- Vinagre, humor (2010).
- Zona zàping, humor esportiu, (2012).

### Producció externa
| Sèries d'anime - Bleach, anime (2010). - Bola de Drac, anime: - Bola de Drac, anime (2012). - Bola de Drac Z, anime (2012). - Bola de Drac GT, anime (2012). - Bola de Drac Z Kai, anime (2011). - Cowboy Bebop, anime (2011). - Death Note, anime (2010). - Eureka Seven, anime (2011). - Evangelion, anime (2010). - Freedom, anime (2011). - Nana, anime (2010). - One Piece, anime (2010). - Saint Seiya: El Quadre Perdut, anime (2011). - Shin Chan, anime (2011). - Yu Yu Hakusho, anime (2011). | Sèries angleses - Being Human, drama (no estrenada). - Corre i madura!, sèrie d'humor (2012). - Doctor Who, ciència-ficció (2010). - El nan roig, comèdia de situació de ciència-ficció (2010). - Els informàtics, comèdia de situació (2011). - Gavin i Stacey, comèdia dramàtica (2012). - Little Britain, sèrie d'humor (2011). - Miranda, sèrie d'humor (no estrenada). - Misfits, ficció (2011). - Psychoville, humor i suspens (2012). - Shameless, drama (2012). - Sherlock, drama criminal (2011). - Skins, drama adolescent (2011). - The Inbetweeners, comèdia de situació juvenil (2010). - The League of Gentlemen, humor (2011). - Torchwood, ciència-ficció (2011). - Waterloo Road, drama (2010). | Sèries estatunidenques - Breaking Bad, drama (2011). - Chuck, acció i humor (2011). - Diaris de Vampirs, drama (2010). - Fringe, ciència-ficció (2010). - Galactica, estrella de combat, ciència-ficció (2011). - Nip/Tuck, drama (2011). - Terminator: The Sarah Connor Chronicles, ciència-ficció (2011). - Townies, humor (2011). - Traveler, acció (2011). - V, ciència-ficció (2011). |

Altres sèries
- Berlín, Berlín, drama i comèdia (2011).
- Co2, animació francesa (2010).
- Comedy Inc., humor (2010).
- Envoltats de noies, drama i comèdia (2011).
- Farscape, ciència-ficció (2011).
- Imp, animació (2010).
- Turc per principiants, comèdia (2012).

## Logotips
Entre el 2000 i el 2012, el programa va tenir quatre logotips diferents.
| Canal 3XL             | Canal 3XL              | 3XL.cat                    | Canal 3XL                     |
| Maig 2000 a Juny 2004 | Juny 2004 a Abril 2007 | Abril 2007 a Setembre 2010 | Setembre 2010 a Setembre 2012 |
| --------------------- | ---------------------- | -------------------------- | ----------------------------- |

## Audiències
Algunes de les emissions que van tenir més acceptació va ser les de Bola de Drac Z Kai, que es va estrenar amb una audiència del 6,3% (un 14,6% a la franja d'entre 13 i 24 anys) i el segon dia va obtenir el 3,6%.
Les reemissions de Plats Bruts també van tenir èxit, assolint una quota del 3,3% de mitjana l'agost de 2011, que es van elevar al 6,6% a la franja d'entre 13 i 24 anys i al 9,8% a la franja d'entre 4 i 12 anys.
També la sèrie de la BBC Sherlock va obtenir uns resultats per sobre la mitjana i es va estrenar amb un 1,7%.
| Any  | Gener | Febrer | Març | Abril | Maig | Juny | Juliol | Agost | Setembre | Octubre | Novembre | Desembre | Mitjana anual |
| ---- | ----- | ------ | ---- | ----- | ---- | ---- | ------ | ----- | -------- | ------- | -------- | -------- | ------------- |
| 2010 | -     | -      | -    | -     | -    | -    | -      | -     | 1,5%     | 1,5%    | 1,4%     | 1,5%     | 1,2%          |
| 2011 | 1,5%  | 1,7%   | 1,7% | 1,6%  | 1,4% | 1,5% | 1,6%   | 1,8%  | 1,5%     | 1,5%    | 1,4%     | 1,5%     | 1,6%          |
| 2012 | 1,4%  | 1,6%   | 1,8% | 1,6%  | 1,5% | 1,5% | 1,3%   | 1,6%  | 1,5%     | -       | -        | -        |               |